# 王炳华 (考古学家)
王炳华（1935年3月25日—2025年2月6日），江苏南通人，中华人民共和国考古学家。1960年毕业于北京大学历史学系考古专业。后就职于中国科学院新疆分院考古研究所（后新疆维吾尔自治区文物考古研究所），先后任副研究员、研究员、所长。
王炳华在新疆维吾尔自治区考古40余年，主持或参加20余处的考古发掘工作。发现、考察康家石门子岩雕刻画等石刻、岩画；首先报道、调查白杨沟佛寺遗址等遗址。重点发掘的遗址包括尼雅遗址、楼兰故城遗址、五堡墓群、伊犁河流域的乌孙土墩墓葬等处。研究包括楼兰兴废、康家石门子生殖崇拜、新疆境内丝绸之路走向、孔雀河青铜器考古文化、汉居考证卢訾仓故址等。被中国新闻社、《中国社会科学报》等媒体称为“新中国新疆考古拓荒人”。

## 生平

### 早年生涯
民国二十四年（1935年）3月25日，江苏省省南通县温桥小学校长家诞下一子，取名为王炳华。王炳华的外祖父为名医，舅父家藏书众多，这样家庭让王炳华自幼接受到文化教育的熏陶。王炳华于1955年从江苏省南通中学毕业。在师友的建议下，王炳华报考了北京大学历史学系考古专业。在北京大学就读期间，王炳华前往云南省进行社会民族调查、在河南省发掘王湾遗址，在翦伯赞等人的教导下于1960年毕业。

### 前往新疆
王炳华从北京大学毕业后本有机会前往南京市，但他将机会让给了同学，自己遵从分配前往中国科学院新疆分院考古研究所。中国科学院新疆分院考古研究所建立与大跃进时期，王炳华抵达新疆时，研究所既没有专业人员，也没有工作场所。这使得1960年秋初到新疆的王炳华不得不在借用新疆印刷厂房间工作，居住在印刷厂附近的民居内。王炳华在新疆的首个工作任务是给“文物考古干部培训班”中讲授“考古学通论”“新疆文物考古工作概况”。秋冬之交，王炳华等人率领培训班学员抵达吐鲁番火焰山公社，对高昌故城、阿斯塔那古墓群、柏孜克里克千佛洞等调查、实习。
1961年夏，王炳华等人详细勘察交河故城、高昌故城等遗址。不过因与新疆博物馆筹备组的工作重复，王炳华等人遂前往伊犁哈萨克自治州。抵达伊犁后，王炳华考察伊犁河流域九个县的土墩墓葬，提出乌孙考古文化概念。1962年，王炳华被调遣完成从和田向乌鲁木齐调粮的工作。年底，王炳华回到考古事业工作。1962年底和1963年5到7月，王炳华等人在昭苏夏特发掘夏塔土墩墓。1965年5月到9月，王炳华在阿勒泰地区调查、发掘切木尔切克石人及石棺墓群。同时也调查了阿勒泰地区境内的石人、鹿石、岩画。
社会主义教育运动到文化大革命初期，王炳华一度在农场改造，不过也在盐湖等地调查、发掘过石碑、墓葬等。1968年，王炳华与恋人王路力（原名路力，出嫁后结婚冠夫姓）。1972年，在疏勒县、塔什库尔干塔吉克自治县调查遗址，如石头城等。1973年，王炳华被借调至位于北京市的文物出版社，参与《文物》杂志新疆专辑的编纂工作。期间也考察哈密、吐鲁番、伊犁等地。

### 潜心考古
1976年，王炳华返回新疆时，正值南疆铁路吐鲁番-库尔勒段建设发现大量文物。自此开始王炳华在托克逊县附近，天山峡谷阿拉沟东口花费近三年时间，清理出百余座塞人贵族之墓葬，发现金器等文物。并提出塞人考古文化概念。1978年，王炳华自阿拉沟向东多个墓葬、遗址作考古调查，发现五堡墓群、石人子沟遗址群等墓葬，考察白杨沟佛寺遗址等遗址。1979年，王炳华被借调至中国社会科学院历史研究所，协助马雍筹备中国中亚文化研究会。10月开始，中国中央电视台与日本放送协会合作，拍摄电视纪录片《丝绸之路》，纪录片摄制组需前往罗布泊附近的楼兰故城遗址。王炳华被召回新疆，作为纪录片摄制组团队负责人，率队前往当时还是军事禁区的罗布泊寻找楼兰故城遗址及墓葬。抵达罗布泊后，王炳华带队寻找墓地，发掘孔雀河下游古墓超过40座，并发掘古遗址一处。此行推动了孔雀河青铜器时代文明、楼兰历史文化的研究。次年，王炳华等人继续协助该纪录片摄制组在交河故城、高昌故城、阿拉沟等地的拍摄工作。除协助该电视纪录片外，当年王炳华在新疆大学考古系讲授“新疆考古”。
1983年，王炳华历时两个月调查天山北麓的故城遗址、采集文物，所涉古城包括北庭故城遗址、大河古城等，收集唐代、辽代、元代特征的文物。同时，成为新疆维吾尔自治区社会科学学院考古研究所研究员，任研究所考古研究室主任。此后两年，王炳华先到山西省、陕西省等地考察遗址、馆藏文物等，又回北京大学、文物出版社访师友，还去法国考察，在法兰西学术院举办介绍新疆考古的学术讲座，讲座由戴密微主持。期间，王炳华在吉木萨尔县、阿克苏地区等地调查遗址、古城，包括北庭西大寺、托库孜萨来遗址等。1986年王炳华等人再次发掘五堡墓群，发掘超过80座墓葬。1987年，王炳华等人发现康家石门子岩雕刻画，佐证了新疆先民的生殖崇拜，受到学术界关注。同时，王炳华升通过评审，成为新疆维吾尔自治区文物考古研究所研究员。1988年，王炳华在南京大学、南京艺术学院等院校介绍新疆考古。返回新疆后，继续清理康家石门子岩雕刻画附近的文化遗存，发掘墓葬。1989年4月，王炳华任新疆维吾尔自治区文物考古研究所所长。这一年，王炳华先是沿天山南麓考察，后又沿阿尔金山北麓考察，在若羌县发现米兰遗址。
1991年，王炳华首先主持参与与中法克里雅河流域考察，调查喀拉墩遗址。次年，王炳华获“有突出贡献专家”称号。1993年开始，王炳华连续七年主持中日合作尼雅考古项目，在民丰县尼雅遗址发掘精绝古城、王陵，出土“五星出东方利中国”锦。对尼雅遗址的发掘被选为1995年全国十大考古新发现。1996年，王炳华作为中方队长，参与到新疆文物考古研究所与日本早稻田大学对交河故城沟西墓地的发掘、研究中。1997年，王炳华的新疆维吾尔自治区文物考古研究所所长之职被撤。2000年，王炳华前往小河墓地考察，经媒体报道后引发轰动。20世纪最后十年，王炳华前往多个国家及地区交流，包括阿富汗、法国、日本、奥地利、瑞典、印度、韩国、美国等。也接待梅维恒、芮乐伟·韩森、黄效文、杨敏德等人来疆。

### 退休逝世
2000年，在新疆工作40年的王炳华退休。虽已退休，但王炳华并未离开考古、研究、教学领域。2005年，前往蒙古国协助发掘5座塔米尔河河谷匈奴人墓葬。2007年到2017年，王炳华在中国人民大学开设课程“新疆考古”，任特聘教授、博士生导师。这段时间，王炳华研究成果较多，包括居考证卢訾仓在丝绸之路地位、米兰遗址为伊循城，提出丝绸之路天山峡谷古道、孔雀河青铜器时代考古文化等。
2025年2月6日，王炳华因病在乌鲁木齐市去世。

## 著作
截止2023年，王炳华出版著作近30本（包括合著），主要著作有《吐鲁番古代文明》《丝绸之路考古研究》《新疆历史文物》《沧桑楼兰》《新疆访古散记》等。王炳华的首部著作是与马雍合著完成的图录《新疆出土文物》，由文物出版社于1976年出版。主编丛书、资料近10辑，包括新疆人民出版社于1982年出版的《新疆考古三十年》、中国大百科全书出版社于2002年出版的《新疆百科全书》考古卷等。王炳华发布的考古报告、研究有130余篇。

## 纪念
2025年3月，新疆维吾尔自治区文化和旅游厅（文物局）在乌鲁木齐市举办“王炳华先生学术思想研讨会”以纪念王炳华。